# Angelica Lee
Angelica Lee Sin-Jie (chino: 李心潔, hakka pinyin: Lee Sin Chet, pinyin: Lǐ Xīnjié; Alor Setar, Kedah; 23 de enero de 1976) es una cantante pop y actriz malasia de ascendencia china. 

## Biografía
Está casada con el director Oxide Pang con el que tienen dos hijos.

## Carrera
Su carrera artística empezó cuando ella residía en Taiwán y Hong Kong, además participó para los filmes como The Eye, un hit producida por Asian horror film y en by the Pang Brothers, además obtuvo los premios conocida como mejor actriz Golden Horse Award. 
Fue la invitada especial en 2006 para participar en el Festival de Cannes. Habla los siguientes idiomas como chino, malayo e inglés.

## Filmografía

### Películas
- Murmur of the Hearts (2015)
- Out of Inferno (2013)
- The Thieves (2012)
- Melody (2012)
- Sleepwalker (2011)
- Ice Kacang Puppy Love (2010)
- Missing (2008)
- The Drummer (2007)
- Road to Dawn (2007)
- Re-cycle (Gwai wik) (2006)
- Mini (2006)
- Love's Lone Flower (2005)
- Divergence (2005)
- A-1 Headline (2004)
- Koma (2004)
- 20 30 40 (2004)
- Golden Chicken 2 (2003)
- The Eye (2002)
- Princess D (2002)
- Robinson's Crusoe (2002)
- Betelnut Beauty (2001)
- The Sunshine Cops (1999)

### Series de televisión
- The Election (2014)

### Programas de variedades
| Año  | Título     | Canal | Notas              |
| ---- | ---------- | ----- | ------------------ |
| 2018 | The Inn S2 |       | ep. #10 - invitada |

## Discografía
- 1996: 同一個星空下
- 1998: Bye Bye 童年
- 1999: 第三代李心潔　裙擺搖搖
- 2000: 愛像大海
- 2003: Man & Woman